# Autostrada A38 (Niemcy)
Autostrada A38 (niem. Bundesautobahn 38 (BAB 38) także Autobahn 38 (A38)) – autostrada w Niemczech przebiegająca od Getyngi do Lipska.  zwana jest również Südharztangente (pol. styczna południowego Hartzu). Długość A38 wynosi 219 km.  
Budowę autostrady rozpoczęto po zjednoczeniu Niemiec, w ramach programu DEGES (Deutsche Einheit Fernstraßenplanungs- und -bau GmbH) mającego na celu rozwinięcie infrastruktury drogowej byłego NRD.  
Pierwszy odcinek został otwarty w 1997 Oddanie do użytku ostatniego odcinka między węzłami Breitenworbis i Bleicherode (12,6 km) nastąpiło 22 grudnia 2009 roku.